# امیل لیندگرن
امیل لیندگرن (سوئدی: Svenska Cykelförbundet, SCF؛ زادهٔ ۴ مهٔ ۱۹۸۵) دوچرخه‌سوار اهل سوئد است.